# Luftangriffe auf Mainz

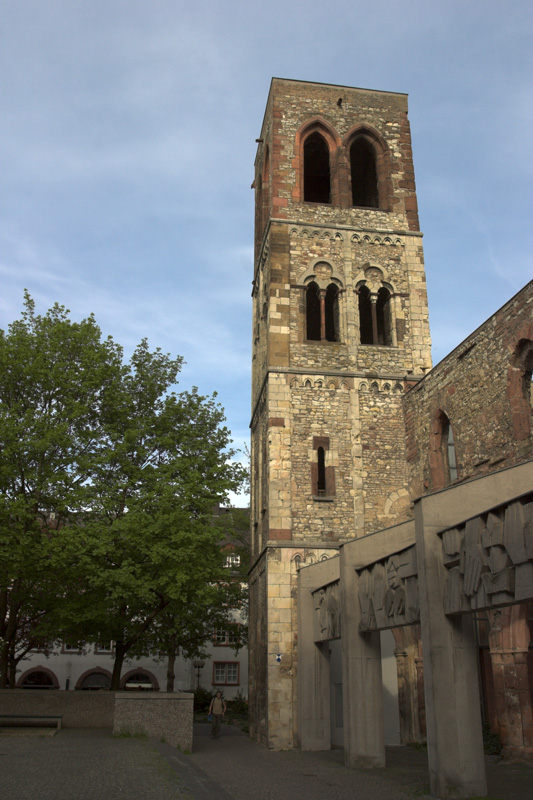
Kriegsmahnmal und Symbol des zerstörten Mainz: Die Ruine der Christophskirche

Luftangriffe auf Mainz erfolgten nach wenigen kleinen Fliegerangriffen im Ersten Weltkrieg im Luftkrieg des Zweiten Weltkriegs mehrfach zwischen 1941 und 1945. Die Angriffe von Royal Air Force (RAF) und US Army Air Forces (USAAF) forderten in Mainz zahlreiche Todesopfer und verursachten große Zerstörungen.

## Erster Weltkrieg

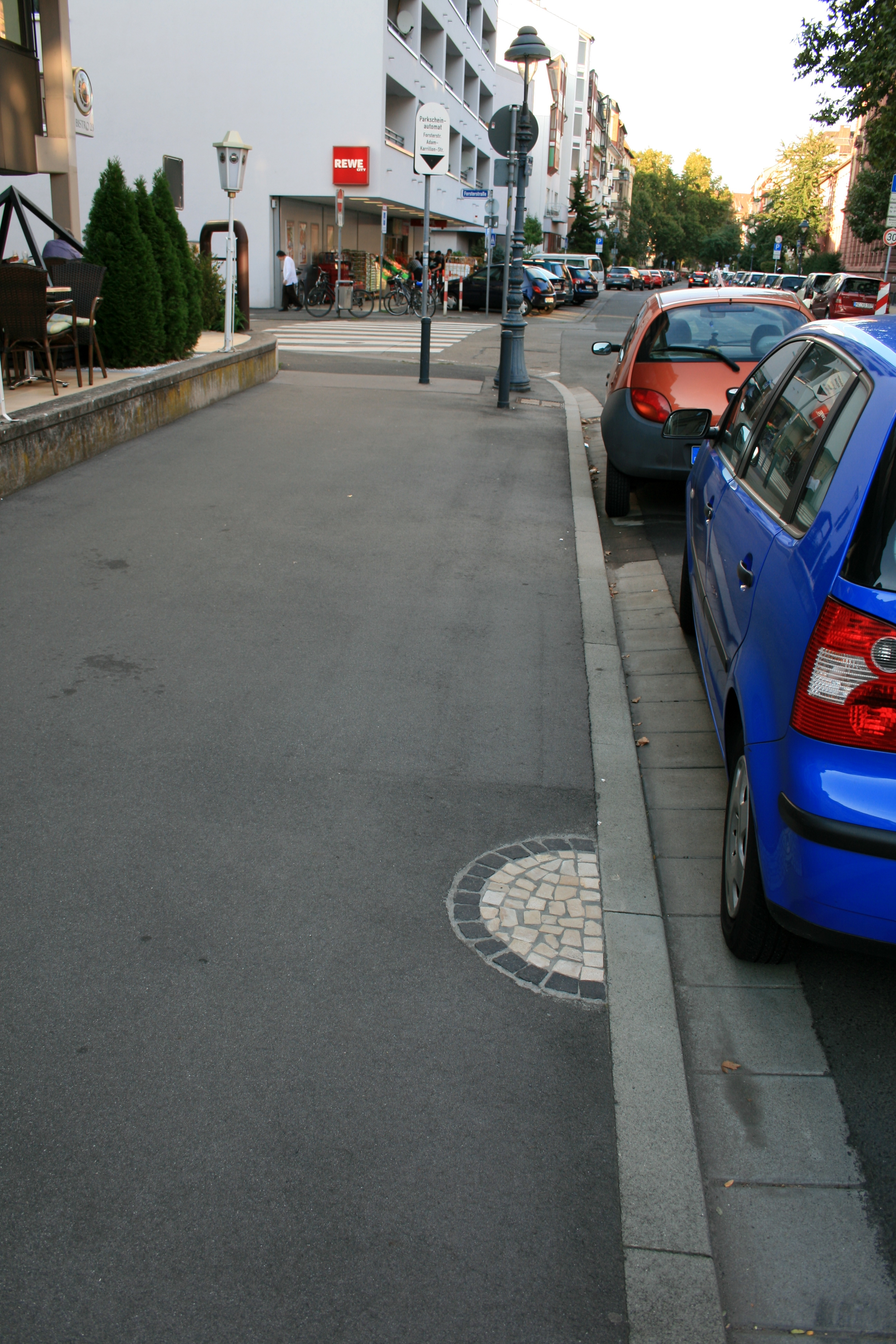
In den Bürgersteig eingelassenes halbrundes dunkles Pflasterband um ein weißes Pflastersteinfeld zum Gedenken an den Tod einer Frau durch einen Luftangriff 1918

Fliegerangriffe waren im Ersten Weltkrieg relativ selten und nahezu wirkungslos. In der Mainzer Neustadt kamen am 9. März 1918 bei einem französischen Luftangriff elf Menschen zu Tode. In der Adam-Karrillon-Straße erinnert eine in den Boden eingelassene Markierung an diesen Vorfall.

## Zweiter Weltkrieg

### Übersicht größerer Luftangriffe auf Mainz
- Altstadt (11./12. und 12./13. August 1942)
- Bischofsheim (9. September 1942, Herbst 1944, 13. und 27. Januar 1945, 27. Februar 1945)
- Ginsheim (23./24. April 1944)
- Gonsenheim (Kathen-Kaserne: 19. Oktober 1944)
- Gustavsburg (besonders 9., 15. September 1944 und 27. Februar 1945)
- Kastel (besonders 8. September 1944)
- Kostheim (Herbst 1944)
- Neustadt (11./12. und 12./13. August 1942, 20. Dezember 1943, Herbst 1944, 1. und 27. Februar 1945)
- Weisenau (besonders 19. Oktober 1944, 1. und 27. Februar 1945)

### Strategische Einschätzung der Alliierten
Das britische Ministerium für wirtschaftliche Kriegsführung erstellte unter dem Titel „The Bomber’s Baedeker“ eine Liste fast aller Städte in Deutschland mit einer Kategorisierung von Angriffszielen. Fast alle für Mainz angegebenen Ziele waren höchstens in der Kategorie 3 eingestuft, dazu zählten der Zoll- und Binnenhafen, der Hauptbahnhof, die beiden Eisenbahnbrücken (Kaiser- und Südbrücke) und der Bahnhof Mainz-Bischofsheim mit seinem großen Rangierbahnhof, der damals eine Kapazität von 3.200 Waggons pro Tag hatte. Als weitere Ziele wurden das Elektrizitätswerk und die Gaswerke angegeben. Auch die Schiffswerften und das MAN Werk Gustavsburg sowie die Waggonfabrik Gebrüder Gastell wurden erwähnt. Zu den chemischen Werken zählten unter anderem die Chemische Fabrik Budenheim, Werner & Mertz und ein Werk der Degussa in Mombach.

### 1939 bis 1941
Nach Beginn des Zweiten Weltkrieges blieb es zwei Jahre bis September 1941 bei nur kleineren Sprengbombenabwürfen durch die britische RAF. Bei dem ersten größeren Angriff der RAF am 13. September 1941, der eigentlich Frankfurt am Main zum Ziel hatte, wurde der Mainzer Hauptbahnhof getroffen und 22 Menschen starben.

### 1942 und 1943
Bis August 1942 kam es nur zu kleineren Angriffen. Am 11. August 1942 starteten im Rahmen der neuen Area Bombing Directive 158 RAF-Bomber in Großbritannien zu einem Großangriff auf Mainz. In der folgenden Nacht warfen sie rund 200 Tonnen Bomben ab, darunter auch sehr gefährliche Phosphorbomben. In der nächsten Nacht warfen 133 Bomber etwa 180 Tonnen Bomben ab. Die Bomben trafen zum großen Teil die Altstadt mit der Karmeliterkirche, bischöflichem Palais, der orthodoxen Synagoge und dem Mainzer Dom, aber auch Teile der Neustadt und Mombach brannten ab. Die 1703 fertiggestellte Mombacher Nikolauskirche samt Glockenturm wurde durch Brandbomben zerstört. St. Stephan wurde schwer beschädigt, die Johanniskirche und der Bassenheimer Hof brannten völlig aus, das Invalidenhaus wurde zur Ruine. Die Eltzer Höfe und der Bauhof brannten aus. Hunderte Menschen starben in den Flammen. Trotzdem blieben in der Innenstadt noch Wohnviertel bewohnbar. Am 9. September 1942 bombardierten alliierte Bomber Bischofsheim. Im Jahr 1943 wurde lediglich am 20. Dezember ein Angriff auf die Innenstadt geflogen.

### 1944
Im Laufe des Jahres 1944 nahm die Intensität des Luftkrieges zu. Ein kleiner britischer Notabwurf führte in der Nacht vom 23. auf den 24. April zu Bränden in Teilen von Ginsheim. Dabei brannte auch die evangelische Kirche nieder. Im Herbst häuften sich die gezielten Angriffe auf die Stadt. Das Alice-Krankenhaus wurde am 28. Juli durch eine Luftmine schwer beschädigt. Am 8. September wurde Kastel schwer getroffen, am 8. und 15. September erneut Gustavsburg. Auch Teile Kostheims wurden am 8. September und Weisenaus am 19. Oktober bombardiert. Am gleichen Tag wurde auch die Kathen-Kaserne in Gonsenheim durch Bombentreffer und Feuer zerstört. Über den ganzen Herbst verteilt gab es immer wieder Luftalarm wegen vorüberfliegender Bomberverbände.
Am 18. Dezember 1944, zwei Tage nach dem Beginn der deutschen Ardennenoffensive, waren die Bahnanlagen um Mainz Ziel des Angriffs. Nach freigegebenen Einsatzberichten der USAAF warfen 157 viermotorige B-17-Bomber der 8th Air Force in der Zeit von 13:45 bis 13:59 Uhr insgesamt 430,7 Tonnen Sprengbomben in mehreren Wellen aus etwa 8000 Metern Höhe ab. 89 Menschen starben.

### Januar 1945
Am 13. und 27. Januar bombardierte die 8th Air Force Bahnanlagen in Bischofsheim und Gustavsburg. Für den 1. Februar war ein Großangriff der RAF auf Mainz geplant, doch die Bomben verfehlten das Ziel und landeten in der Mehrzahl auf dem Großberg bei Weisenau. Die Christuskirche wurde an diesem Tag durch Brandbomben und ein darauf folgendes Feuer bis auf die Außenmauern und das Stahlskelett der Kuppel zerstört.

### Februar 1945
Vor dem größten alliierten Luftangriff des Krieges auf Mainz am 27. Februar wurde die Stadt noch einmal am 4., 8. und 15. Februar das Ziel alliierter Bombenabwürfe. Am 4. Februar fanden 42 britische Mosquito-Schnellbomber auf Ablenkungsmission ihr eigentliches Ziel Wiesbaden nicht und entluden ihre Ladung stattdessen zwischen 19:13 und 19:20 Uhr über Mainz. Am 7. Februar waren 16 Mosquitos damit beauftragt, deutsche Nachtjägerverbände durch einen Angriff auf Mainz von großen Bomberangriffen gegen Kleve, Goch und den Dortmund-Ems-Kanal abzulenken. Am 14. Februar war es wiederum ein Großangriff (diesmal auf Chemnitz und Rositz), von dem mehrere Mosquito-Einsätze, u. a. auch gegen Mainz, ablenken sollten.

### Luftangriff am 27. Februar 1945

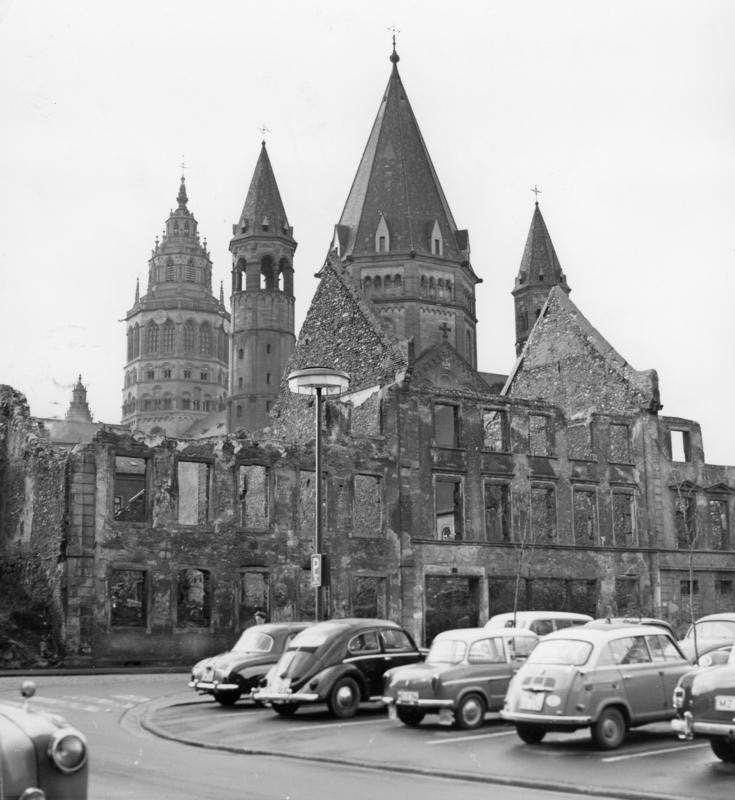
Ruinen vor dem Dom 1961

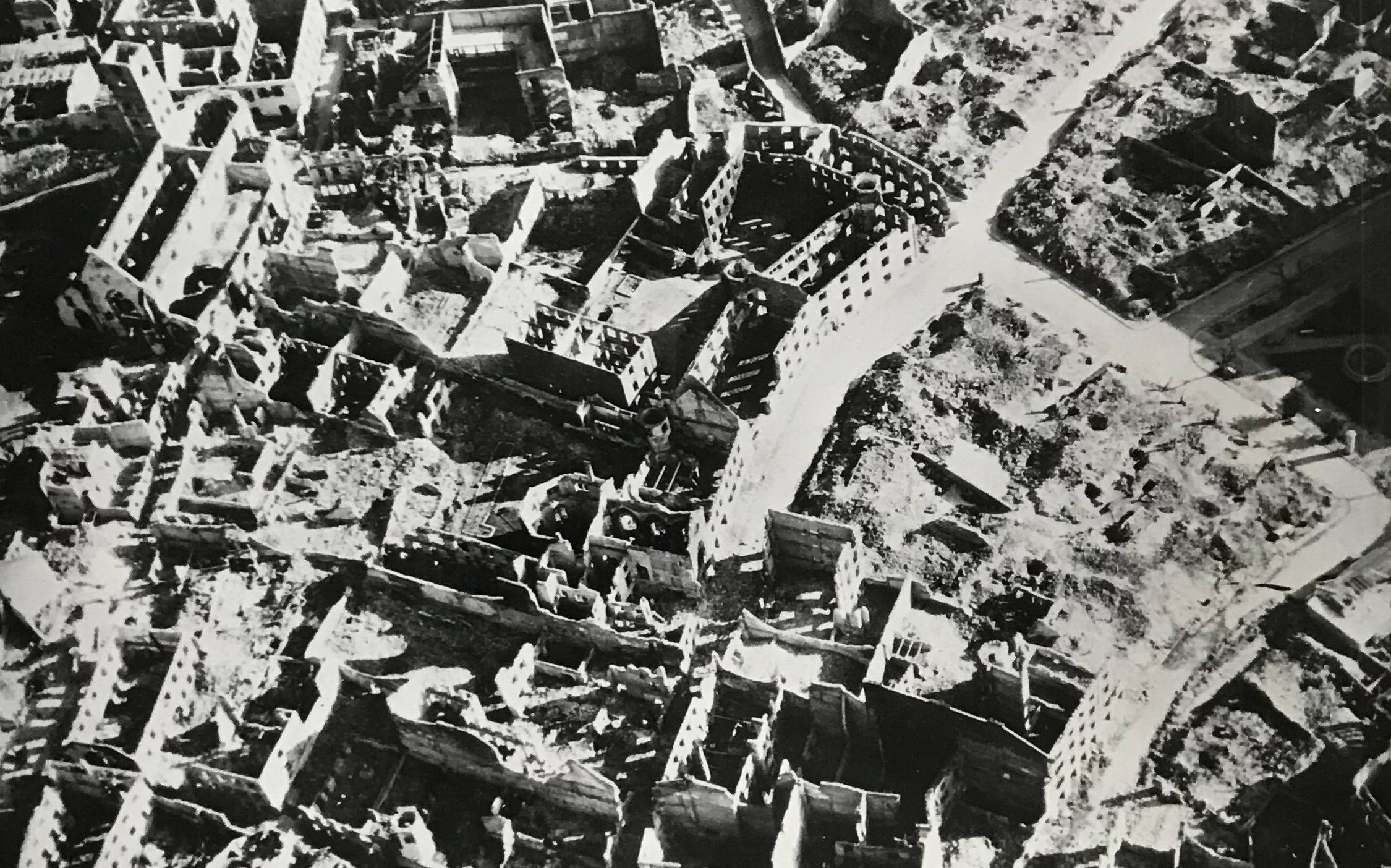
Ruinen bei St. Emmeran

Am 27. Februar 1945 flogen 435 Bomber der Royal Air Force einen Angriff auf Mainz. Sie warfen in 16 Minuten (von 16:29 bis 16:45 Uhr) 1500 Tonnen Bomben ab; diese trafen weite Teile der Neustadt. St. Joseph und St. Bonifaz wurden zerstört. Ein starker Feuersturm breitete sich über eine große Fläche aus. Verbranntes flog laut Augenzeugenberichten bis nach Gonsenheim. Auch Weisenau, Gustavsburg und Bischofsheim wurden schwer getroffen. Das gerade renovierte Alice-Krankenhaus wurde völlig zerstört. Die Zahl von 1209 Toten war im Vergleich zu anderen Städten vergleichsweise niedrig. Einige von ihnen wurden auf dem Waldfriedhof in Mombach begraben. Die eigentlichen Ziele des Luftangriffs, die Bahnanlagen, blieben unbeschädigt. Schon drei Tage nach dem Angriff fuhren dort wieder Züge.

### Einmarsch der Amerikaner und französische Besatzung
Am 22. März 1945 war für das zu 80 Prozent zerstörte Mainz der Krieg zu Ende. Einheiten von Wehrmacht und Volkssturm zogen sich über den Rhein aus der Stadt zurück oder kapitulierten kampflos vor der 3. amerikanischen Armee unter General George S. Patton. Bis Juli 1945 blieb Mainz unter amerikanischer Verwaltung, danach gehörte Mainz zur französischen Besatzungszone.

## Liste alliierter Luftangriffe auf Mainz
| Nr. | Datum      | Geplantes Ziel                                           | Angriffsart                                                               | Alliierter Verband         | Anzahl Angreifer                                             | Bombenlast, in Tonnen | Bombenlast, in Tonnen | Bombenlast, in Tonnen | Hauptschadensgebiete                                         | Personenverluste | Personenverluste | Bomber verloren (beschädigt) |
| Nr. | Datum      | Geplantes Ziel                                           | Angriffsart                                                               | Alliierter Verband         | Anzahl Angreifer                                             | Spreng-               | Brand-                | Splitter-             | Hauptschadensgebiete                                         | Tote             | Verletzte        | Bomber verloren (beschädigt) |
| --- | ---------- | -------------------------------------------------------- | ------------------------------------------------------------------------- | -------------------------- | ------------------------------------------------------------ | --------------------- | --------------------- | --------------------- | ------------------------------------------------------------ | ---------------- | ---------------- | ---------------------------- |
| 1   | 23.08.1940 | Frankfurt                                                | Fehlwürfe                                                                 | RAF BC                     | ?                                                            | ?                     | ?                     | —                     | Kastel                                                       | —                | 2                | ?                            |
| 2   | 27.08.1940 | ?                                                        | Fehlwürfe                                                                 | RAF BC                     | ?                                                            | ?                     | ?                     | —                     | Kastel, Eleonorenstraße                                      | —                | —                | ?                            |
| 3   | 28.08.1940 | Frankfurt                                                | Fehlwürfe                                                                 | RAF BC                     | ?                                                            | ?                     | ?                     | —                     | Hechtsheim                                                   | —                | —                | ?                            |
| 4   | 13.06.1941 | ?                                                        | Fehlwürfe                                                                 | RAF BC                     | ?                                                            | ?                     | ?                     | —                     | Gonsenheim, Turnerstraße                                     | —                | —                | ?                            |
| 5   | 06.08.1941 | Frankfurt                                                | Fehlwürfe                                                                 | RAF BC                     | ?                                                            | ?                     | ?                     | —                     | Saarstraße Flakkaserne                                       | —                | —                | ?                            |
| 6   | 13.09.1941 | Frankfurt                                                | Gelegenheitsangriff                                                       | RAF BC                     | 1 × Wellington                                               | 0,9                   | 0,4                   | —                     | Mainz Hauptbahnhof, Erthalstraße                             | 22               | 29               | —                            |
| 7   | 12.08.1942 | Mainz-Innenstadt                                         | Hauptangriffsziel                                                         | RAF BC, 1./2./3./5. Gruppe | 54 × Wellington, 29 × Lancaster, 25 × Stirling, 16 × Halifax | 173,74                | 135,13                | —                     | Innenstadt, Flachsmarkt, Ludwigsstraße, Schillerstraße       | 171              | 363              | 17 (11)                      |
| 8   | 13.08.1942 | Mainz-Innenstadt                                         | Hauptangriffsziel                                                         | RAF BC, 1./3./5. Gruppe    | 50 × Wellington, 17 × Stirling, 29 × Lancaster, 6 × Hampden  | 95,50                 | 143,26                | —                     | Innenstadt (Neustadt)                                        | 171              | 363              | 6 (18)                       |
| 9   | 25.08.1942 | Frankfurt                                                | Fehlwürfe                                                                 | RAF BC                     | ?                                                            | ?                     | ?                     | —                     | Wallstraße                                                   | —                | —                | ?                            |
| 10  | 09.09.1942 | Frankfurt                                                | Fehlwürfe                                                                 | RAF BC                     | ?                                                            | ?                     | ?                     | —                     | Bischofsheim, Gustavsburg                                    | 8                | 6                | ?                            |
| 11  | 16.09.1942 | Wiesbaden                                                | Fehlwürfe                                                                 | RAF BC                     | 1 × Mosquito                                                 | ?                     | ?                     | —                     | Mombach, Gonsenheim                                          | —                | —                | ?                            |
| 12  | 11.04.1943 | Frankfurt                                                | Fehlwürfe                                                                 | RAF BC                     | ?                                                            | ?                     | ?                     | —                     | Kastel                                                       | —                | 15               | —                            |
| 13  | 05.10.1943 | Frankfurt                                                | Fehlwürfe                                                                 | RAF BC                     | ?                                                            | ?                     | ?                     | —                     | Michelsberg                                                  | —                | 4                | ?                            |
| 14  | 26.11.1943 | Frankfurt                                                | Fehlwürfe                                                                 | RAF BC                     | ?                                                            | ?                     | ?                     | —                     | Kostheim                                                     | 2                | 2                | ?                            |
| 15  | 20.12.1943 | Frankfurt                                                | Fehlwürfe                                                                 | RAF BC                     | 12 × Lancaster                                               | 22,50                 | 7,50                  | —                     | Altstadt, Mainz-Kastel                                       | 24               | 62               | ?                            |
| 16  | 08.02.1944 | Frankfurt Verschiebebahnhof                              | Fehlwürfe                                                                 | 8USAF, 3BD                 | ? × B17                                                      | ?                     | ?                     | —                     | Kastel                                                       | —                | —                | ?                            |
| 17  | 20.03.1944 | Frankfurt Verschiebebahnhof                              | Gelegenheitsziel (Ingelheimer Aue)                                        | 8USAF, 3BD                 | 1 × B17                                                      | 1,8                   | —                     | —                     | Ingelheimer Aue                                              | —                | —                | —                            |
| 18  | 25.04.1944 | Karlsruhe                                                | Fehlwürfe                                                                 | RAF BC                     | ?                                                            | ?                     | ?                     | —                     | Ginsheim, Bretzenheim                                        | —                | 12               | ?                            |
| 19  | 25.07.1944 | Stuttgart                                                | Fehlwürfe                                                                 | RAF BC                     | ?                                                            | ?                     | ?                     | —                     | Bischofsheim                                                 | —                | 38               | ?                            |
| 20  | 30.07.1944 | Frankfurt                                                | Fehlwürfe                                                                 | RAF BC                     | ?                                                            | ?                     | ?                     | —                     | Mainz Hauptbahnhof                                           | 4                | 10               | ?                            |
| 21  | 15.08.1944 | Flugplatz Wiesbaden-Erbenheim                            | Fehlwürfe                                                                 | 8USAF, 1BD                 | 38 × B17                                                     | ?                     | ?                     | —                     | Kastel                                                       | —                | 3                | ?                            |
| 22  | 25.08.1944 | Opelwerke Rüsselsheim                                    | Fehlwürfe                                                                 | RAF BC                     | ?                                                            | ?                     | ?                     | —                     | Bischofsheime                                                | 23               | 82               | ?                            |
| 23  | 08.09.1944 | Heereszeugamt Mainz-Kastel, MAN-Werk Gustavsburg         | Hauptangriffsziel                                                         | 8USAF, 3BD                 | 356 × B17                                                    | 526,08                | 312,17                | —                     | Kastel, Kostheim, Innenstadt                                 | 436              | 390              | 2 (132)                      |
| 24  | 09.09.1944 | Mainz Hbf                                                | Hauptangriffsziel                                                         | 8 USAF, 2BD                | 265 × B24                                                    | 479,70                | 108,90                | 87,88                 | Innenstadt, Kastel                                           | 436              | 390              | 6 (106)                      |
| 25  | 12.09.1944 | Darmstadt                                                | Fehlwürfe                                                                 | RAF BC                     | ?                                                            | ?                     | ?                     | —                     | Amöneburg, Rheinallee                                        | —                | —                | ?                            |
| 26  | 13.09.1944 | Stuttgart-Zuffenhausen                                   | Ausweichziel (Heereszeugamt Mainz-Kastel, Verschiebebahnhof Bischofsheim) | 8USAF, 3BD                 | 42 × B17                                                     | 84,36                 | 28,80                 | —                     | Kastel, Kosthei                                              | —                | 2                | ?                            |
| 27  | 19.09.1944 | Chemiewerke Kalle und Albert, Flugplatz Erbenheim        | Fehlwürfe                                                                 | 8USAF, 3BD                 | 50 × B17                                                     | 99,34                 | —                     | 74,84                 | Amöneburg, Mombach                                           | 34               | 45               | 1 (25)                       |
| 28  | 21.09.1944 | Mainz Hbf                                                | Hauptangriffsziel                                                         | 8USAF, 1BD                 | 141 × B17                                                    | 182,80                | 185,07                | —                     | Innenstadt, Zahlbach, Bretzenheim                            | 92               | 112              | 0 (54)                       |
| 29  | 27.09.1944 | Mainz Hbf                                                | Hauptangriffsziel                                                         | 8USAF, 3BD                 | 171 × B17                                                    | 249,93                | 133,81                | —                     | Innenstadt, Amöneburg, Ingelheimer Aue                       | 46               | 83               | 2 (21)                       |
| 30  | 29.09.1944 | Bingen Hafengebiet                                       | Hauptangriffsziel                                                         | 9USAF                      | 32 × P47                                                     | 7,50                  | —                     | —                     | Bingen Hafenbereich                                          | —                | —                | —                            |
| 31  | 29.09.1944 | Verschiebebahnhof Bingerbrück                            | Hauptangriffsziel                                                         | 9USAF, 9BD                 | 72 × A20                                                     | 90,27                 | —                     | —                     | Bingerbrück                                                  | 30               | ?                | 2 (41)                       |
| 32  | 09.10.1944 | Mainz Hbf, MAN-Werk Gustavsburg                          | Hauptangriffsziel                                                         | 8USAF, 3BD                 | 354 × B17                                                    | 768,58                | —                     | —                     | Innenstadt, Saarstraße, Gustavsburg                          | 154              | 90               | 0 (84)                       |
| 33  | 12.10.1944 | Mainz-Innenstadt                                         | Hauptangriffsziel                                                         | RAF BC, 8PFF               | 1 × Mosquito                                                 | ?                     | —                     | —                     | Große Bleiche                                                | 3                | 2                | —                            |
| 34  | 19.10.1944 | Mainz Hbf, MAN-Werk Gustavsburg                          | Hauptangriffsziel                                                         | 8USAF, 2BD                 | 330 × B24                                                    | 539,24                | 338,57                | —                     | Innenstadt, Kastel, Weisenau, Gonsenheim, Gustavsburg        | 148              | 53               | 6 (182)                      |
| 35  | 19.10.1944 | Wiesbaden                                                | Fehlwürfe                                                                 | RAF BC, 8PFF               | ? × Mosquito                                                 | ?                     | ?                     | —                     | Gonsenheim, Ginsheim, Gustavsburg                            | —                | —                | —                            |
| 36  | 01.11.1944 | Hindenburgbrücke                                         | Hauptangriffsziel                                                         | 8USAF, 3BD                 | 13 × B17                                                     | 27,68                 | —                     | —                     | Freies Feld                                                  | —                | —                | 0 (?)                        |
| 37  | 09.11.1944 | Tanklager Bingen Hafen                                   | Hauptangriffsziel                                                         | 9USAF                      | 44 × P47                                                     | 9,98                  | —                     | —                     | Bingen Hafenbereich                                          | 2                | 23               | —                            |
| 38  | 10.11.1944 | Flugplatz Erbenheim                                      | Fehlwürfe                                                                 | 8USAF, 3BD                 | ?                                                            | ?                     | ?                     | —                     | Amöneburg, Ingelheimer Aue                                   | —                | —                | ?                            |
| 39  | 18.11.1944 | Wiesbaden                                                | Fehlwürfe                                                                 | RAF BC, 8PFF               | ? × Mosquito                                                 | ?                     | ?                     | —                     | Kastel                                                       | —                | 11               | ?                            |
| 40  | 25.11.1944 | Verschiebebahnhof Bingerbrück, Tanklager Bingen          | Hauptangriffsziel                                                         | 8USAF, 2BD                 | 252 × B24                                                    | 560,88                | 62,25                 | —                     | Bingen und Rüdesheim (Wohngebiete)                           | ~400             | ?                | 0 (43)                       |
| 41  | 27.11.1944 | Verschiebebahnhof Bingerbrück                            | Hauptangriffsziel                                                         | 8USAF, 3BD                 | 148 × B17                                                    | 280,78                | —                     | —                     | Bingerbrück                                                  | 23               | ?                | 0 (36)                       |
| 42  | 02.12.1944 | Verschiebebahnhof Bingerbrück                            | Hauptangriffsziel                                                         | 8USAF, 2BD                 | 135 × B24                                                    | 325,68                | —                     | —                     | Bingerbrück                                                  | 12               | 8                | 11 (4)                       |
| 43  | 04.12.1944 | Mainz Hbf                                                | Hauptangriffsziel                                                         | 8USAF, 3BD                 | 221 × B17                                                    | 513,93                | 65,60                 | —                     | Weisenau, Zahlbach                                           | ?                | ?                | 1 (106)                      |
| 44  | 10.12.1944 | Verschiebebahnhof Bingerbrück                            | Hauptangriffsziel                                                         | 8USAF, 2BD                 | 173 × B24                                                    | 618,08                | 56,95                 | —                     | Bingerbrück                                                  | 27               | 30               | 0 (4)                        |
| 45  | 18.12.1944 | Mainz Hbf                                                | Hauptangriffsziel                                                         | 8USAF, 3BD                 | 157 × B17                                                    | 351,00                | 74,20                 | —                     | Mombach, Mainz Hbf                                           | 110              | 116              | 0 (2)                        |
| 46  | 22.12.1944 | Verschiebebahnhof Bingerbrück                            | Hauptangriffsziel                                                         | RAF BC, 4. Gruppe, 8PFF    | 80 × Halifax, 12 × Lancaster, 1 × Mosquito                   | 323,20                | 7,62                  | —                     | Verschiebebahnhof Bingerbrück                                | —                | —                | 6 (4)                        |
| 47  | 28.12.1944 | Frankfurt                                                | Fehlwürfe                                                                 | RAF BC, 8PFF               | ? × Mosquito                                                 | ?                     | ?                     | —                     | Bretzenheim                                                  | ~12              | ~24              | ?                            |
| 48  | 29.12.1944 | Verschiebebahnhof Bingerbrück                            | Hauptangriffsziel                                                         | 8USAF, 1BD                 | 144 × B17                                                    | 286,31                | 46,99                 | —                     | Verschiebebahnhof Bingerbrück                                | 47               | 30               | 2 (104)                      |
| 49  | 30.12.1944 | Verschiebebahnhof Bischofsheim                           | Hauptangriffsziel                                                         | 8USAF, 1BD                 | 105 × B17                                                    | 206,03                | 21,32                 | —                     | Bischofsheim, Ingelheimer Aue, Weisenau, Kastel, Gustavsburg | ?                | ?                | 0 (?)                        |
| 49  | 30.12.1944 | Mainz Hbf                                                | Hauptangriffsziel                                                         | 8USAF, 1BD                 | 105 × B17                                                    | 206,03                | 21,32                 | —                     | Bischofsheim, Ingelheimer Aue, Weisenau, Kastel, Gustavsburg | ?                | ?                | 0 (?)                        |
| 49  | 30.12.1944 | Mainz-Kastel                                             | Gelegenheitsziel                                                          | 8USAF, 1BD                 | 105 × B17                                                    | 206,03                | 21,32                 | —                     | Bischofsheim, Ingelheimer Aue, Weisenau, Kastel, Gustavsburg | ?                | ?                | 0 (?)                        |
| 50  | 31.12.1944 | Verschiebebahnhof Bingerbrück                            | Gelegenheitsziel                                                          | 8USAF, 2BD                 | 10 × B24                                                     | 32,21                 | —                     | —                     | Freies Feld                                                  | —                | 9                | —                            |
| 51  | 01.01.1945 | Mainz Hbf                                                | Hauptangriffsziel                                                         | RAF BC, 8PFF               | ? × Mosquito                                                 | ?                     | ?                     | —                     | Saarstraße, Mombach, Hauptbahnhof                            | 6                | 5                | —                            |
| 52  | 02.01.1945 | Verschiebebahnhof Bischofsheim                           | Hauptangriffsziel                                                         | 9USAF                      | 5 × P38                                                      | 1,13                  | —                     | —                     | Verschiebebahnhof, Bischofsheim                              | 1                | 28               | —                            |
| 53  | 06.01.1945 | Hanau                                                    | Fehlwürfe                                                                 | RAF BC                     | ?                                                            | ?                     | ?                     | —                     | Weisenau                                                     | —                | —                | ?                            |
| 54  | 08.01.1945 | Frankfurt Hbf                                            | Fehlwürfe                                                                 | 8USAF, 3BD                 | ?                                                            | ?                     | ?                     | —                     | Gustavsburg, Kastel                                          | —                | 7                | ?                            |
| 55  | 13.01.1945 | Mainzer Eisenbahnbrücken, Verschiebebahnhof Bischofsheim | Hauptangriffsziel                                                         | 8USAF, 3BD                 | 319 × B17                                                    | 684,48                | —                     | —                     | Bischofsheim, Kastel, Kostheim, Mombach, Gonsenheim          | 123              | 193              | 3 (126)                      |
| 55  | 13.01.1945 | Hindenburgbrücke                                         | Hauptangriffsziel                                                         | 8USAF, 2BD                 | 89 × B24                                                     | 210,02                | —                     | —                     | Bingen-Gaulsheim                                             | 8                | 32               | —                            |
| 56  | 21.01.1945 | Mainz Hbf                                                | Hauptangriffsziel                                                         | RAF BC, 8PFF               | 4 × Mosquito                                                 | 7,20                  | —                     | —                     | Neustadt                                                     | 2                | 6                | —                            |
| 57  | 01.02.1945 | Mainz-Innenstadt                                         | Hauptangriffsziel                                                         | RAF BC, 4/6/8PFF           | 276 × Halifax, 40 × Lancaster, 5 × Mosquito                  | 724,74                | 320,05                | —                     | Großberg, Weisenau, Bretzenheim, Laubenheim                  | 77               | 51               | 0 (2)                        |
| 58  | 02.02.1945 | Wiesbaden                                                | Fehlwürfe                                                                 | RAF BC                     | ?                                                            | ?                     | ?                     | —                     | Neustadt, Kastel, Amöneburg                                  | 1                | —                | ?                            |
| 59  | 03.02.1945 | Wiesbaden                                                | Fehlwürfe                                                                 | RAF BC                     | ?                                                            | ?                     | ?                     | —                     | Altstadt, Gonsenheim                                         | —                | 2                | ?                            |
| 60  | 06.02.1945 | Hindenburgbrücke                                         | Hauptangriffsziel                                                         | 9USAF                      | 4 × P47                                                      | 0,9                   | —                     | —                     | Gemarkung Bingen-Gaulsheim                                   | —                | —                | —                            |
| 61  | 07.02.1945 | Mainz-Innenstadt                                         | Hauptangriffsziel                                                         | RAF BC, 8PFF               | 16 × Mosquito                                                | 23,30                 | —                     | —                     | Saarstraße, Ingelheimer Aue                                  | —                | 1                | 1                            |
| 62  | 08.02.1945 | Hindenburgbrücke                                         | Hauptangriffsziel                                                         | 9USAF                      | 4 × P47                                                      | 0,9                   | —                     | —                     | Gemarkung Bingen-Gaulsheim                                   | —                | —                | —                            |
| 63  | 11.02.1945 | Verschiebebahnhof Bingerbrück                            | Hauptangriffsziel                                                         | 9USAF, 9BD                 | 37 × A20                                                     | 48,08                 | —                     | —                     | Rochusberg                                                   | —                | —                | 1                            |
| 64  | 14.02.1945 | Mainz-Innenstadt                                         | Hauptangriffsziel                                                         | RAF BC, 8PFF               | 19 × Mosquito                                                | 34,50                 | —                     | —                     | Innenstadt, Kostheim                                         | 35               | 19               | —                            |
| 65  | 27.02.1945 | Mainz-Innenstadt                                         | Hauptangriffsziel                                                         | RAF BC, 4/6/8PFF           | 300 × Halifax, 130 × Lancaster, 5 × Mosquito                 | 635,43                | 935,16                | —                     | Innenstadt                                                   | ~1.200           | ~1.000           | 2 (5)                        |
| 66  | 05.03.1945 | Verschiebebahnhof Bingerbrück                            | Hauptangriffsziel                                                         | 9USAF, 9BD                 | 75 × B26                                                     | 106,14                | —                     | —                     | ?                                                            | ?                | ?                | —                            |
| 67  | 13.03.1945 | Tanklager Bingen                                         | Hauptangriffsziel                                                         | 9USAF                      | 16 × P47                                                     | 6,35                  | —                     | —                     | Bingen Hafenbereich                                          | ?                | ?                | —                            |
| 68  | 15.03.1945 | Flakstellung Bingen-Rochusberg                           | Hauptangriffsziel                                                         | 9USAF                      | 16 × P47                                                     | 6,35                  | —                     | —                     | Rochusberg                                                   | 5                | ?                | —                            |
| 69  | 21.03.1945 | Kasernen in Gonsenheim                                   | Hauptangriffsziel                                                         | 9USAF                      | 16 × P47                                                     | 1,80                  | —                     | —                     | ?                                                            | ?                | ?                | —                            |

## Wiederaufbau nach dem Krieg
Der Wiederaufbau nach dem Krieg verlief sehr schleppend. Während Städte wie Frankfurt am Main längst wiederaufgebaut waren, gab es in Mainz nur unkoordinierte Einzelaktionen. Dies lag unter anderem daran, dass die Franzosen Mainz zu einer Modellstadt nach Plänen von Marcel Lods ausbauen wollten. Das allererste Interesse der Einheimischen galt der Wiederherstellung von Wohnraum. Dem stand auch nach dem Scheitern der Modellstadt-Pläne die Initiative der Franzosen (Gründung der Johannes Gutenberg-Universität Mainz, Benennung von Mainz anstelle der provisorischen Lösung Koblenz als Landeshauptstadt von Rheinland-Pfalz im Jahr 1950) entgegen. Die frühe Wiederaufnahme der Mainzer Fastnacht gab Mainz Impulse für die positive spätere Entwicklung nach dem Krieg.
Erst der May-Plan von 1958 ließ einen geregelten Wiederaufbau zu. Auch der Denkmalpfleger Fritz Arens engagierte sich für seine Heimatstadt. Zur Zweitausendjahrfeier 1962 war Mainz weitgehend neuaufgebaut; es gab um 1970 aber immer noch einzelne Trümmergrundstücke und bis heute ein- bis zweistöckige Notbebauungen.

## Film
- Als Feuer vom Himmel fiel – Das Inferno von Mainz. Film von Matthias Schaider, ZDFinfo 2010[10]